# María Laura Leguizamón
María Laura Leguizamón (La Plata, 21 de enero de 1965) es una abogada y política argentina. Fue Senadora Nacional por la Provincia de Buenos Aires y también fue Diputada Nacional por la Provincia de Buenos Aires, Legisladora de la Ciudad Autónoma de Buenos Aires, Senadora Nacional por la Ciudad Autónoma de Buenos Aires, integrante del Consejo de la Magistratura y Codirectora de la Primera Cumbre de Vital Voices para Mujeres y Niñas en la Argentina.

## Biografía
Nació en la ciudad de La Plata, provincia de Buenos Aires en el seno de una familia de militantes justicialistas. En esa ciudad transcurrió gran parte de su adolescencia, realizando sus estudios  secundarios en el Liceo Víctor Mercante. Estudió danza clásica en el Teatro Argentino de La Plata, de donde sería un tiempo después bailarina estable. Realizó sus estudios universitarios en la Facultad de Ciencias Jurídicas y Sociales de la Universidad Nacional de La Plata, de donde se graduó con el título de abogada.

## Vida política
Durante los años de estudio comenzó a militar en la Juventud Peronista, ocupando en dos oportunidades el cargo de secretaria de la Juventud del Partido en la provincia. En el año 1991 fue nombrada directora de Acción Social del Ministerio de Salud de la Provincia de Buenos Aires. Dos años más tarde fue elegida diputada nacional por el Partido Justicialista con mandato hasta 1997, siendo la legisladora más joven de la Cámara. Impulso importantes leyes, como la de libre acceso a la información y la ley de reforma laboral. Fue asimismo coautora de la ley de mediación y de la ley de adopción. Al terminar su mandato, asumió como Presidenta del Consejo del Menor y la Familia de la provincia de Buenos Aires, cargo con rango ministerial. Se presentó en el 2000 a la legislatura porteña por Encuentro por la Ciudad, un frente conformado en por Gustavo Beliz y Domingo Cavallo,[cita requerida] fue elegida legisladora y se desempeñó en el cargo hasta el año 2003.
Desde su banca fue autora del Proyecto de Ley “Régimen de Simplificación de los Procedimientos Administrativos de la Ciudad Autónoma de Buenos Aires” en el año 2000; la Ley de Protección Integral de niños, niñas y adolescentes N.º 26.061 que tiene por objeto la protección integral de los derechos de las niñas, niños y adolescentes, para garantizar el ejercicio y disfrute pleno, efectivo y permanente de aquellos derechos reconocidos en el ordenamiento jurídico nacional y en los tratados internacionales en los que la Nación sea parte.
En 2003 asumió su banca en el Senado de la Nación Argentina, con mandato hasta el año 2007. Su banca fue disputado por el ARI, que reclamaba la banca para Alfredo Bravo (que falleció antes de que se resolviera el caso). La lista de Beliz y Leguizamón obtuvo más votos que la de Bravo. Finalmente la Cámara Nacional Electoral y la Corte Suprema, resolvieron que la plaza correspondía a Beliz, que como había asumido como Ministro de Justicia y había renunciado a su derecho en expectativa, por lo que la banca correspondió a la legisladora Leguizamón.
Desde el 2006 hasta fin de su mandato integró el Consejo de la Magistratura de la Nación, organismo encargado de juzgar el desempeño de los Jueces. Tuvo allí la responsabilidad de reformular el reglamento interno del organismo.
En el año 2007 fue elegida nuevamente como diputada nacional por la provincia de Buenos Aires, cargo que ocupó con mandato hasta el 2011. Presidió la comisión de Juicio Político e impulsó un proyecto de ley para la creación de un Régimen Penal Juvenil. Integró asimismo otras comisiones, como la Comisión Mixta Revisora de Cuentas y la Comisión de Medios y Libertad de Expresión.
Leguizamón prestó juramento como senadora nacional nuevamente el 10 de diciembre de 2011, tras haber sido elegida la lista del Frente para la Victoria que encabezaba Aníbal Fernández, con el 56,64%, algo más de 4.500.000 votos. En el año 2005 impulsó  un Proyecto de Ley (Expte. S-2215/05), para que se reconozca a la infertilidad como una enfermedad, y asimismo que se incorpore su tratamiento al Programa Médico Obligatorio en el Nomenclador Nacional de Prácticas Médicas. Ese mismo año impulsó el Proyecto de Responsabilidad Social Empresaria, que fija el marco jurídico de responsabilidad social empresaria  para establecer normas de transparencia de las empresas adheridas. 
En 2014 presentó el proyecto de Ley que propicia la creación de la Universidad Nacional de Hurlingham, que tendría su sede central dentro de dicho partido de la Provincia de Buenos Aires, que comprende las localidades de Hurlingham, Villa Tesei y William Morris. En 2015 impulsó una reforma a la Ley Orgánica del Ministerio Público Fiscal y para agregar las procuradurías especializadas que contaren con procuradurías y personal especializado de un modo permanente, entre ellas: la Procuraduría de Investigaciones Administrativas, de Defensa de la Constitución, de Crímenes contra la Humanidad, de Criminalidad Económica y Lavado de Activos, de Narcocriminalidad, de Trata y Explotación de Personas y de Seguridad Vial.